# Nai Bazar
Nai Bazar es un pueblo y nagar Panchayat situado en el distrito de Sant Ravidas Nagar en el estado de Uttar Pradesh (India). Su población es de 13408 habitantes (2011). 

## Demografía
Según el censo de 2011 la población de Nai Bazar era de 13408 habitantes, de los cuales 7031 eran hombres y 6377 eran mujeres. Nai Bazar tiene una tasa media de alfabetización del 76,82%, superior a la media estatal del 67,68%: la alfabetización masculina es del 84,59%, y la alfabetización femenina del 68,30%.